# شعبية صبراتة وصرمان
شعبية صبراتة وصرمان هي واحدة من شعبيات ليبيا السابقة.

## أهم المناطق داخل المحافظة

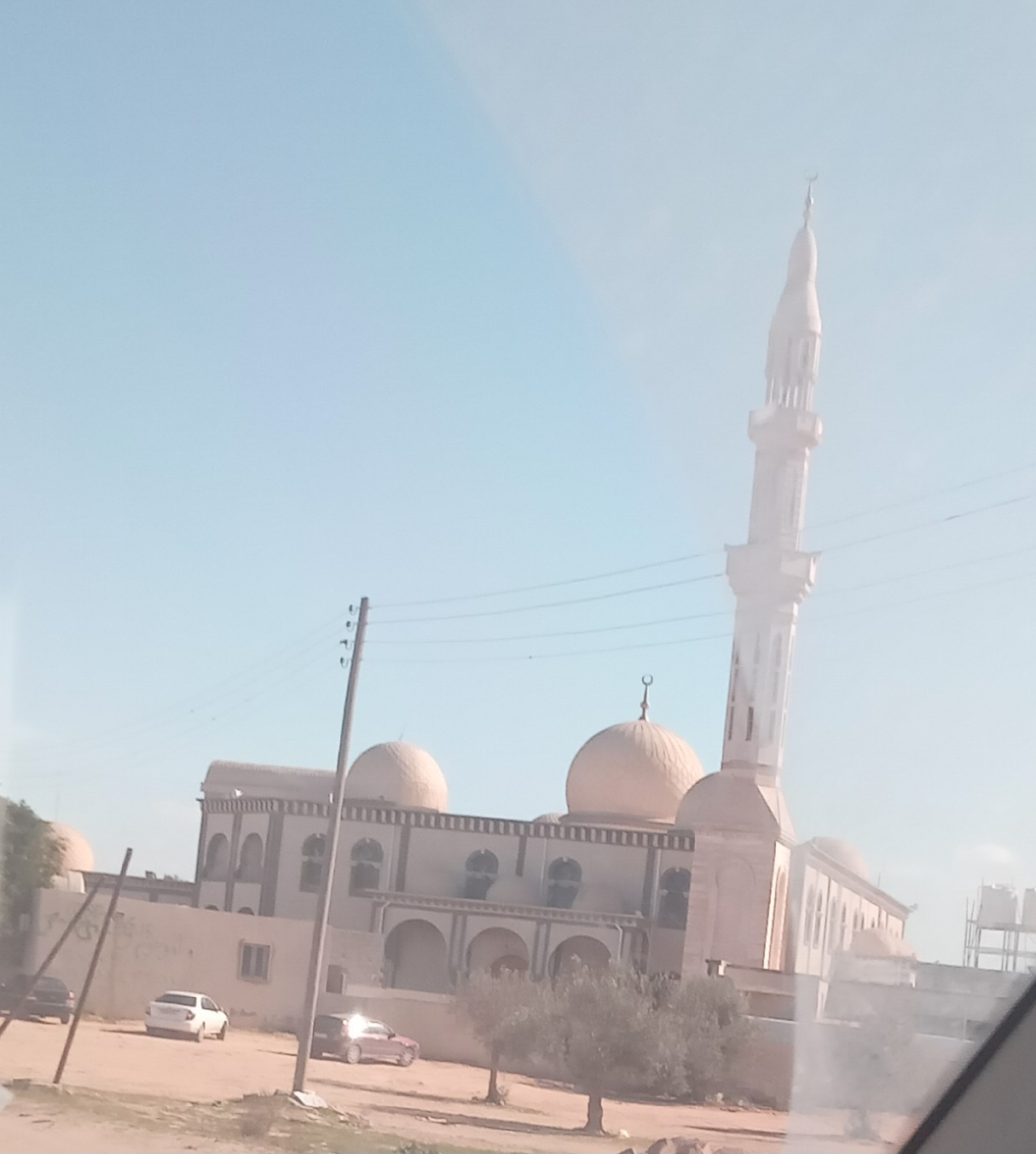

- صبراتة ( مدينة تاريخية )
- العلالقة(مدينة)
- زواغة(منطقة)

- صرمان(مدينة)
- العلالقة
- صبراته
- الطويلة
- سيدي معروف
- دحمان
- صرمان المدينة
- أبو عيسى
- أبو عيسى المركز
- الساحل صرمان
- سيدي مخلوف
- عطاف
- الشاطئ صرمان
- صرمان الجنوبي